# Canal des mines de fer de la Moselle
Le canal des mines de fer de la Moselle est un canal situé en Moselle.

## Caractéristiques physiques
Le canal des mines de fer de la Moselle, aussi appelé Camifémo, va de Metz à Thionville (29,3 km) et comprend 4 écluses et l'embranchement d'Hagondange (1,9 km).
Il est établi en majorité en site propre en trois dérivations : Metz (2,5 km, 1 écluse), Argancy-Orne (11,15 km, 2 écluses) et Uckange-Thionville (4 km, 1 écluse), reliées par des portions de la rivière canalisée.

## Historique
Le canal, projeté depuis le début du XIX et les premiers travaux sont ordonnés le 10 avril 1867, avec des chantiers à Frouard, construisant en direction de Thionville. À peu près achevés dans le futur département de Meurthe-et-Moselle, ils ne sont qu'amorcés en amont de Metz quand éclate la guerre de 1870.
Bien que le traité de Francfort impose aux deux parties de continuer les travaux, les Allemands se contentent d'achever lentement le canal en amont de Metz. En effet, outre son coût, ce canal ne profite guère qu'aux sidérurgistes de Lorraine, qui voient un moyen de recevoir plus facilement du coke et surtout d'écouler leurs produits. Les sidérurgistes de la Ruhr, de la Westphalie et de la Sarre redoutent la concurrence des usines lorraines, ultramodernes et exploitant la minette lorraine. Les appréhensions des chemins de fer d'État de la Prusse entravent également ce projet qui concurrencerait leur activité. La section entre Metz et Thionville est demandée en 1909 et en 191, sans résultat.
Après l'Armistice, les Français relancent le projet. Une société d'étude au capital de 500 000 fr, le Consortium pour la canalisation de la Moselle, planifie les efforts alors que le pays engage la reconstruction. Le tracé et le financement de ce tronçon sont approuvés par le décret du 24 août 1928. La construction commence en 1929. Les travaux sont réalisés grâce aux réparations de guerre combinées aves des fournitures en espèce et en nature des industriels intéressés. Sur les 220 millions que coûte la canalisation, 192 sont payés au titre des réparations et des financements industriels.
Le canal est ouvert au traffic en 1932,.